# 是政 (東京都府中市)
是政（これまさ）は、東京都府中市の町域。
現行行政地名は是政一丁目から是政六丁目。郵便番号は183-0014。

## 地理
府中市の南に位置する。
東から時計回りで、府中市小柳町、 府中市矢崎町、府中市日吉町、 府中市清水が丘、に隣接する。
街区南側境界に多摩川が存在する。稲城市大丸と川を挟んで隣接している。

### 河川
- 多摩川

## 歴史
村の開拓にあたった人物「井田是政」の名前から「是政」が地名として名付けられた。

## 交通

### 鉄道

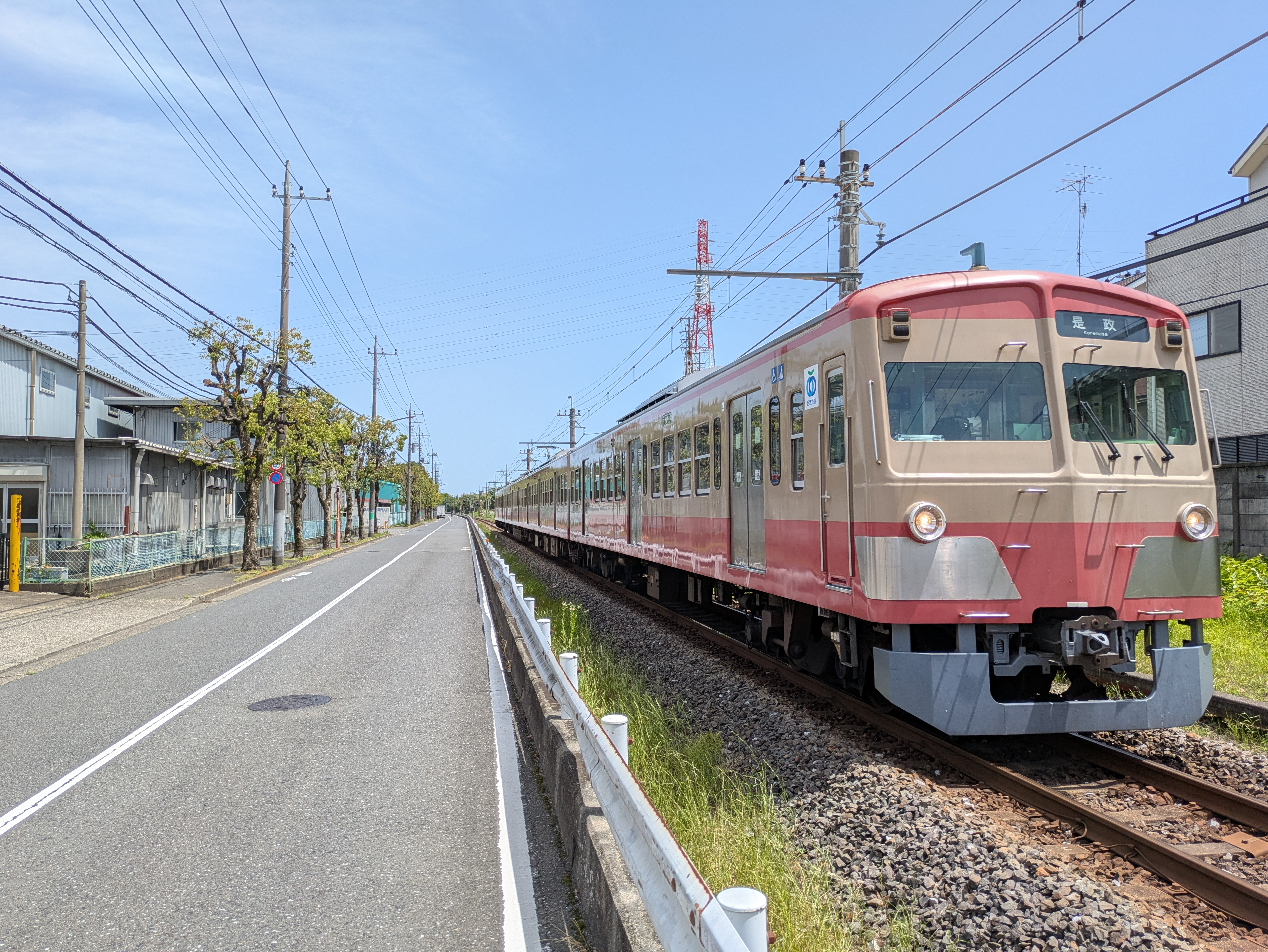
是政　西武多摩川線

| 街区内の駅                   | 隣接する街区の駅         |
| ---------------------------- | ------------------------ |
| 西武多摩川線 - 是政駅(SW 06) | 南武線 - 南多摩駅(JN 19) |

### バス
- 京王電鉄バス府中営業所
- 府中市コミュニティバスちゅうバス

地域内を中央自動車道が通過しており、府中バスストップ（中央道府中）が設置され、一部の高速バスが停車する。

### 道路
- 中央自動車道
- 新小金井街道（東京都道248号府中小平線）
- 神奈川県道・東京都道9号川崎府中線

## 施設

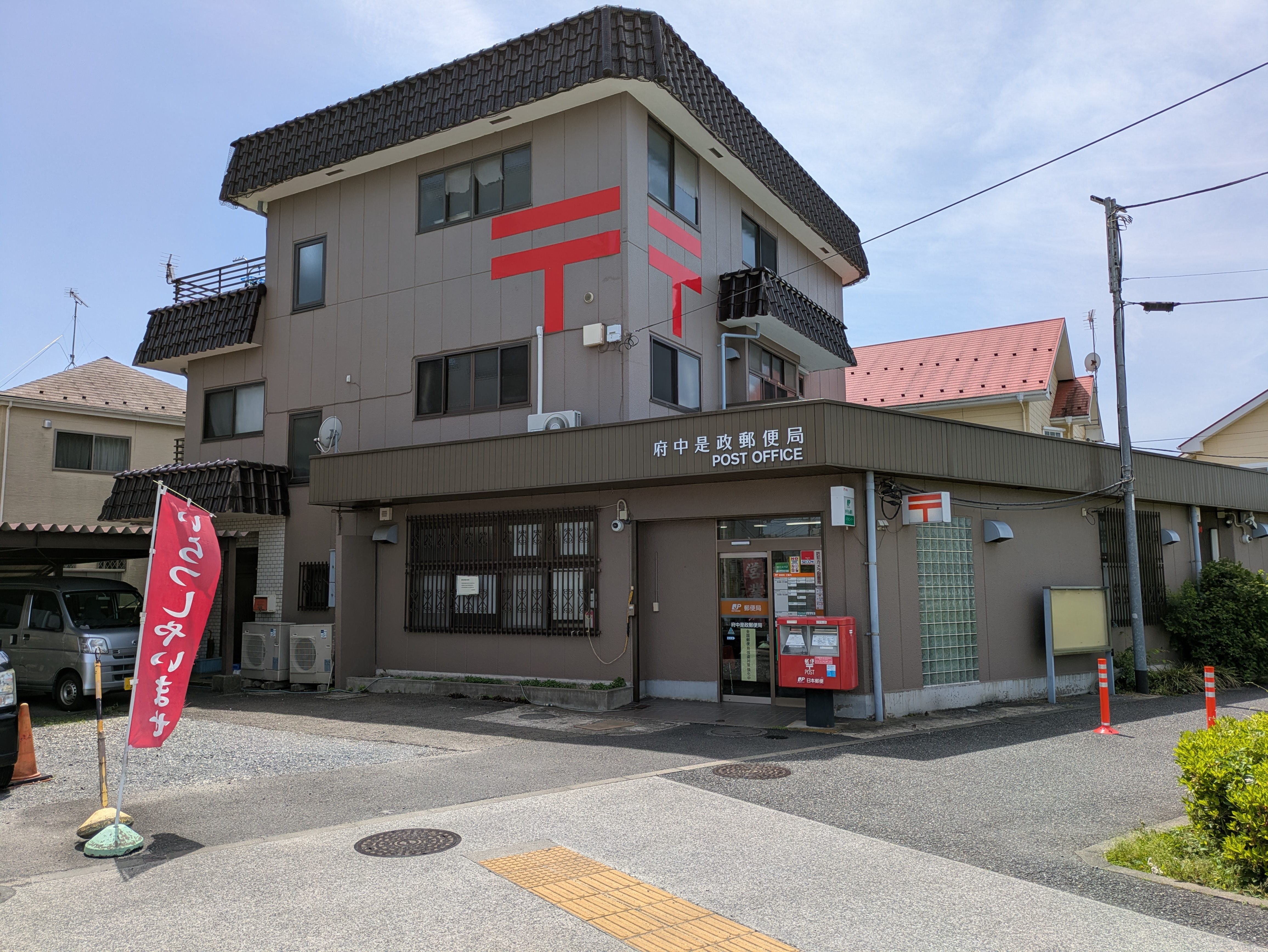
府中是政郵便局

### 是正一丁目
- 府中市立府中第八小学校

### 是正二丁目
- 府中バスストップ
- 府中スマートインターチェンジ
- 府中市是政図書館

### 是正三丁目
- 府中是政郵便局

### 是正四丁目
- 多摩川競艇場

### 是正五丁目
- 是政橋